# Sunčeva koncentrirana snaga
Sunčeva koncentrirana snaga ili CSP (engl. Concentrated Solar Power) se koristi u sunčevim termoelektranama, gdje se proizvodi električna energija, najčešće na kombinirani pogon (uz sunčani, imaju još i dodatni izvor na fosilna goriva, najčešće prirodni plin). U njima se Sunčeva energija prvo pretvara u toplinsku, te potom u električnu. Usprkos činjenici da je u tom procesu pretvorbe jedna karika više, stupanj iskorištenja im je zavidna (20-40%), a negativan utjecaj na okoliš zanemariv. Područja s puno sunčanih sati (poput pustinja i polupustinja) izrazito su pogodna za izgradnju ovakvih elektrana.
Trenutno u svijetu radi nekoliko sunčevih koncentrirajućih toplinskih elektrana. U njima se pomoću sustava zrcala (ravnih ili paraboličnih) ili leća, kombiniranog sa sustavom za praćenje položaja Sunca na nebeskom svodu, izravno Sunčevo zračenje fokusira na spremnike s nekim fluidom (voda, ulje, tekući natrij i sl.) koji se zagrijava, te se njegovim prolaskom kroz parne turbine ili Stirling (toplinske) motore proizvodi električna energija. U tom procesu nastaju vrlo visoke temperature, pa su ovakvi sustavi ujedno pogodni za proizvodnju topline i pare za druge namjene (kogeneracija). Za primjenu ovakvih sustava potrebna je dnevna vedrina, te u područjima sa značajnijom naoblakom imaju ograničenu primjenjivost. Prema izvedbi i korištenom sustavu zrcala/leća, sustavi sa sunčevom koncentriranom snagom se dijele na nekoliko grupa:
- parabolični kolektori
- sunčevi tornjevi
- sunčevi tanjuri
- Fresnelovi kolektori
- sunčeve uzgonske elektrane[1]

## Parabolični kolektori
Sastavljeni su od niza dugih paraboličnih zrcala i kolektora (cjevovoda) smještenog u žarište. Velika je prednost ovoga sustava što se ne mora pomicati ako je pomak položaja Sunca na nebu u odnosu na sustav paralelan, jer Sunčeve zrake u takvim uvjetima i dalje padaju na kolektore, dok je u ostalim okolnostima potrebna rotacija oko jedne osi. U kolektorskom sustavu struji sintetsko ulje, rastopljena sol ili para pod tlakom.
Gubici konvekcijom i kondukcijom mogu se smanjiti smještanjem kolektora u vakumirano staklo. Najveća sunčeva termoelektrana je Sunčeva termoelektrana SEGS, s paraboličnim kolektorima instalirana je u pustinji Mojave u južnoj Kaliforniji, u razdoblju od 1985. do 1991., ukupne snage 354 MW i ukupne površine kolektora od 2 295 000 m2.

## Sunčevi tornjevi
Elektrane ovoga tipa prostorno su zahtjevne, jer se oko središnjeg tornja smješta veliki broj zrcala koja reflektiraju Sunčeve zrake u kolektor. Zahvaljujući mogućnosti postizanja vrlo visokih temperatura, iskoristljive su ne samo u proizvodnji, nego i u skladištenju energije, koje ovisi o korištenom fluidu. Dodatna im je prednost da se mogu izgraditi i u brdskim područjima. Zrcala su konstruirana kao heliostati (rotacija oko dvije osi), jer tijekom dana moraju pratiti položaj Sunca na nebeskom svodu. Time je cijena gradnje i održavanja povećana.

## Sunčani tanjuri
Sastoje se od niza zrcala posloženih u obliku parabole koji reflektirajući fokusiraju izravne Sunčeve zrake u žarište gdje se nalazi kolektor. U njemu se razvijaju vrlo visoke temperature. Zagrijani fluid pogoni Stirlingov ili parni stroj. Za rad im je neophodno vedro vrijeme, a optimalno pozicioniranje postiže se rotacijom „tanjura“ oko dvije okomite osi. Stupanj iskorištenja ovakvih uređaja je oko 30% (teorijski do 90%), a koncentrirajuća snaga je obično od 30 do 50 Sunaca (što znači da se toliko puta poveća dotok Sunčevog zračenja po jedinici površine u odnosu na stanje bez koncentriranja pomoću zrcala). Ograničavajuće okolnosti za širu primjenu su česta servisiranja zbog mehaničkih dijelova, te skupa parabolična zrcala. Sunčane termoelektrane s tanjurastim kolektorima pogodne su za manje potrošače električne energije snage do 100 kW.

## Fresnelovi kolektori
Ovi sustavi sastoje se od niza dugih ravnih ili malo zakrivljenih zrcala, koja rotirajući samo oko jedne osi prate položaj Sunca i reflektiraju izravne Sunčeve zrake na fiksni linijski kolektor na visini od oko 8 m od tla, kojih može biti jedan (prototip Solarmundo, Belgija) ili više (prototip CLFR – Compact Linear Fresnel Reflectors, Australija – kompaktni linijski Fresnel reflektori). Oba spomenuta pogona su u fazi prototipa i trebali bi biti dijelovi hibridnog (kogeneracijskog) sustava, umanjujući utrošak fosilnih goriva za dobivanje električne energije. Maksimalni učinak (od oko 20 %) postiže se zahvaljujući pokretnim rotirajućim zrcalima koja ne bacaju sjenu na okolna zrcala. U mjestu Bakersfield (Kalifornija) završena je Sunčeva termoelektrana Kimberlina, koja ima instaliranu snagu 5 MW i prva je tržišna elektrana koja na radi na principu Fresnelovih kolektora.

## Sunčeve uzgonske elektrane
Električna energija se ovom tehnologijom dobiva pomoću standardnih parnih turbina smještenih u tornju i pogonjenih toplim zrakom. Topli zrak proizvodi se ispod velike ostakljene površine, a prema tornju se giba zbog ukošenosti površine. Ostakljena površina treba biti izrazito velika. Pretvorba Sunčeve u toplinsku energiju nije učinkovita, no zanimljiva je zbog niskih investicijskih troškova. Prototip koji je izgrađen 1982. u Španjolskoj i bio je u probnom radu do 1989., imao je problema s vrtloženjima. Temeljni preduvjet za gradnju sunčevih dimnjačkih elektrana dostatan je intenzitet Sunčeva zračenja (da bi se za razmatranu lokaciju ekonomski opravdala gradnja postrojenja, potrebna je najmanja insolacija od 2000 kWh/m2 godišnje). Najjužniji dijelovi hrvatske obale imaju insolaciju od najviše 1600 kWh/m2 godišnje, pa gradnja sunčanih uzgonskih elektrana u Hrvatskoj za sada nije ekonomski opravdana.

## Sustav za skladištenje topline
Svi navedeni sustavi sa sunčevom koncentriranon snagom mogu znatno povećati svoju učinkovitost i pouzdanost u isporuci električne energije ugradnjom sustava za skladištenje topline. Višak Sunčeve energije tijekom dana koji ne može biti pretvoren u električnu energiju, skladišti se u obliku toplinske energije i koristi nakon zalaska Sunca. Za tu svrhu koriste se materijali velike energetske gustoće (tj. toplinskog kapaciteta), kao što je npr. kuhinjska sol, čiji je sastojak natrij (metal upravo takvih svojstava), a moguća je upotreba i pregrijane vodene pare pri visokom tlaku (50 bara) i temperaturi (gotovo 300 °C), te pročišćeni grafit.
U budućnosti se očekuje, kada se iz faze prototipa i probnih pogona prijeđe na komercijalnu primjenu, smanjenje troškova ulaganja u sunčeve termoelektrane s paraboličnim kolektorima za 50%, u sunčane termoelektrane s prihvatnikom na tornju i poljem heliostata za 33%, te u sunčeve termoelektrane s paraboličnim tanjurastim kolektorima za 25%.